# Вейл, Мэй
Мэй Вейл (англ. May Vale; 1862—1945) — австралийская художница; одна из первых женщин, членов общества Buonarotti Society.

## Биография
Родилась 18 ноября 1862 года в Балларате штат Виктория. Была третьим ребёнком из одиннадцати детей и второй старшей дочерью (из шести дочерей) в семье William Mountford Kinsey Vale и его жены Rachel Vale (урождённая Lennox) — оба родились в Лондоне. Её семья переехала в Мельбурн в 1872 году, затем частично вернулась в Лондон в 1874 году.

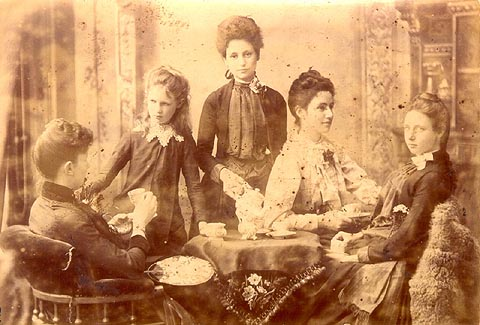
Мэй Вейл со своими сёстрами

Вейл обучалась в лондонском Королевском колледже искусств (Royal College of Art). Затем, вернувшись  в 1879 году в Мельбурн, посещала школу National Gallery Art School, обучаясь живописи у Oswald Rose Campbell, George Folingsby и Фредерика Маккаббина. Её коллегами в школе были Джейн Сазерленд и Клара Саутерн.
В 1893 году Мэй Вейл открыла студию на 119 Swanston Street, где давала уроки рисования и работала как художница-портретистка. В 1895 году она основала художественную школу в Flinders Buildings, где преподавала пленэрную живопись. Одной из её учениц была Элис Бэйл.

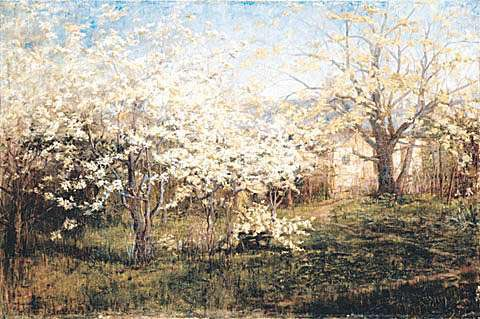
Картина The Orchard (Spring at Mayfield), ок. 1904

В 1906 году Вейл вернулась в Лондон, где училась работе с эмалевым покрытием в Chelsea College of Arts, а также посещала занятия в Burbeck Institute. Позже она побывала в Париже и некоторое время училась в Академии Жюлиана. 20 августа 1908 года в Челси она вышла замуж Alexander Gilfillan (умер в 1940 году в Сингапуре). После смерти мужа жила в доме своего брата в местечке Black Rock.
Выставляла свою живопись и эмали в Викторианском обществе художников, Women's Art Club и Melbourne Athenaeum. В 1927 году в Куинс-холле провела персональную выставку.
Мэй Вейл была членом Викторианского общества художников  и общества Yarra Sculptors' Society. Её работы можно увидеть в Национальной галерее Виктории и в Художественной галерее Нового Южного Уэльса.
Умерла 6 августа 1945 года в мельбурнском пригороде Black Rock и была похоронена на кладбище Cheltenham Cemetery.